# زوهريات
زَوْهَرِيَّات أو محاريات (الاسم العلمي: Venerida)، رتبة حيوانات بحرية من الرخويات. تعيش أنواعها في المياه المالحة والمياه العذبة.